# جشمة بهن تشربيون (زيلايي)
جشمة بهن تشربیون (بالفارسية: چشمه پهن چربیون) هي قرية تقع في إيران في قسم زیلایی الريفي.